# Герб Сент-Китса и Невиса
Герб Сент-Киттса и Невиса был принят в 1967. Герб Сент-Китс и Невиса состоит из многих символов. Пальмы — кокосовая пальма (обширные плантации на островах). По бокам пеликаны (гнездятся в стране). На щите есть цветок хлопчатника (важная культура сельского хозяйства). Можно сказать, что символы герба Сент-Китс и Невис представляют коренное население и историческую лепту в развитии страны англичан и французов. Внизу национальный девиз — «Страна выше тебя» (англ.).

## Символика
Над щитом рыцарский шлем, бурлет с наметом. Шлем увенчан башенной короной. Над короной три руки — негра, белого и мулата — держат факел борьбы за свободу.
В щите: Французская геральдическая лилия, и Английская геральдическая роза, символизирует борьбу за остров между Францией и Британией. Голова Индейца-Кариба символизирует доколониальное прошлое. А также в гербе два тропических цветка «Пуансианы» (как один из национальных символов). Два бурых пеликана олицетворяют Фауну островов (щитодержатели), а растительный мир представлен в виде кокосовой пальмы, и сахарного тростника.

## История
С приобретением независимости в 1983 году, в герб были внесены изменения: Двухмачтовое судно, было заменено парусником лихтер, а на девизной ленте надпись «Единство в Троице» (Unity in Trinity), была заменена на «Страна выше себя» (Country above self).

## Предыдущие гербы

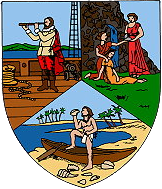
Герб Сент-Кристофер — Невис — Ангилья 1958-1967 гг.
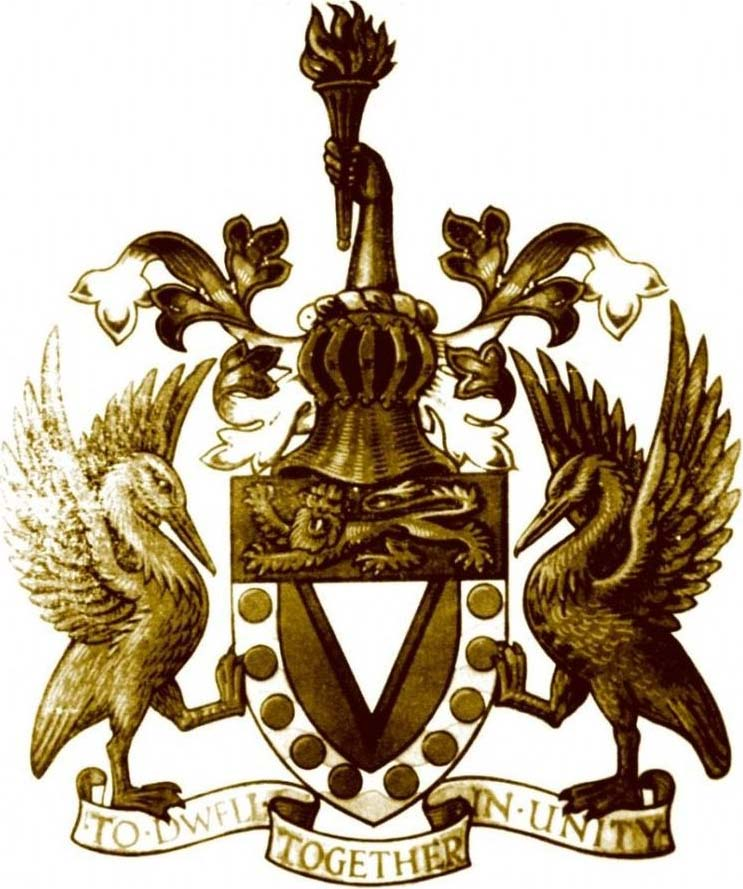
Герб Вест-Индской федерации 1958-1962 гг.
Герб Сент-Китса и Невиса до 1983 г.